# Thorir Hund

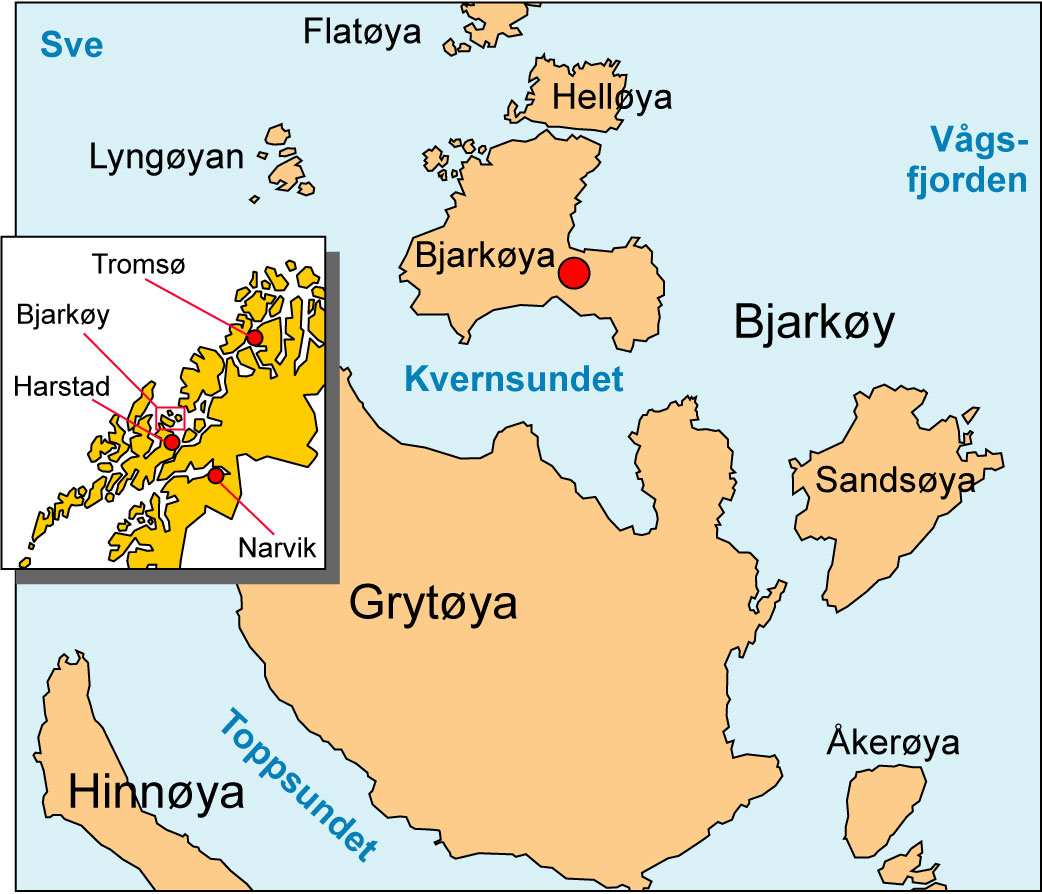
Mapa de Bjarkøy localitzant l'emplaçament de la seva granja, Bjarkøya.

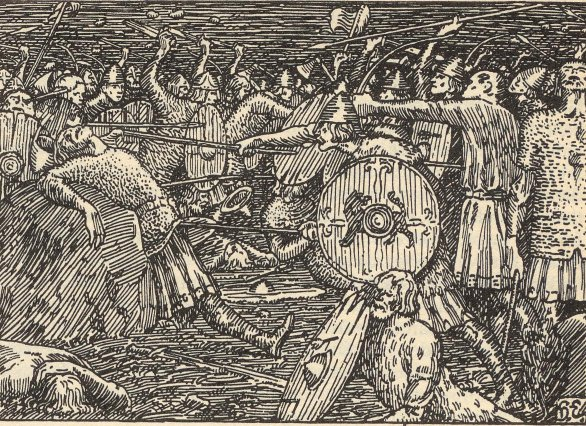
Thorir mata el rei Olaf, illustració de Halfdan Egedius, 1899

Thorir Hund (nòrdic antic: Þórir hundr, noruec modern: Tore Hund, literalment "Thorir el gos") (nascut ca. 990- ?) fou un dels més importants caps vikings a Hålogaland. També fou un dels cabdills de la facció camperola d'Stiklestad que s'oposà al rei Olaf II de Noruega, més tard anomenat Sant Olaf. Sembla que va estar entre els caps que van provocar la caiguda i mort del rei a la batalla de Stiklestad el 1030. També va servir a les forces del rei Canut II de Dinamarca en diverses ocasions.

## Vida
Thorir Hund, fill del hersir Tore de Bjarkøy, va néixer a principis de la introducció del cristianisme a Noruega. Fou considerat un cabdill força independent i devot pagà, tant per ell com per a d'altres cabdills grangers, la cristianització no era tan sols un concepte de fe sinó que era vist com una froça política d'opresió cap als líders tradicionals locals i, en el cas de Hålogaland, a establir el govern d'un rei del sud.
Thorir era un home influent a la zona de Hålogaland, tenint la seva casa a l'illa de Bjarkøy a Troms. Pertanyia al rang superior entre els caps costaners noruecs. Era membre del clan Bjarkøy, una de les famílies més poderoses del nord de Noruega durant l'era dels vikings. Dirigí diverses expedicions cap a Rússia i la mar Blanca. Cap el 1106 Va comerciar a Bjarmaland (avui dia la zona d'Arkhangelsk, al nord de Rússia) on va arribar a ser un pròsper comerciant.
La família de Thorir acostumava a tancar aliances amb altres poderosos cabdills noruecs. La seva germana Sigrid Toresdatter va estar casada amb Ølve Grjotgardsson d'Egge. El seu germà, Sigurd Toresson també va ser un important cabdill de Trondenes i es va casar amb Sigrid Skjalgsdatter, una germana del monarca rugis, Erling Skjalgsson de Sola, regne de Rogaland. Thorir Hund al seu torn., es va casar amb una dona anomenada Ranveig, del llinatge se sap molt poc però varen tenir un fill, Sigurd Toresson. Sigurd va servir més tard com a xèrif durant el regnat de Harald Hardråde.

## Política
Thorir es va oposar fermament a les temptatives del rei Olaf II a la unificació i cristianització de Noruega, de fet va tenir diverses picabaralles personals amb la corona després de la mort del seu nebot Asbjørn Selsbane per un dels homes del rei.
Quan Erling Skjalgsson fou assassinat el 1028, Thorir va assumir el lideratge de la facció anti-Olaf amb Einar Thambarskelfir i Kalv Arnesson, germà de Finn Arnesson. El 1026, es va unir a les forces de Canut el Gran quan van expulsar Olaf II i va ser nomenat representant de Canut a Noruega juntament amb Hårek av Tjøtta.
Segons la Heimskringla, Olaf II va arribar a l'estiu de 1030, i Thorir va estar entre els quals no van acceptar el seu regnat. thorir i el seu exèrcit van liderar l'ofensiva contra l'exèrcit reial a la batalla de Stiklestad. Stiklestad era una granja a la franja baixa de la vall de Verdal a uns 80 km al nord de Trondheim. La saga esmenta a thorir com un dels que van ferir mortalment el rei Olaf, juntament amb Kalv Arnesson i Torstein Knarresmed de Rovde, Sunnmøre.
Després de la batalla, els canvis polítics aviat van anar contra Thorir. Quan el fill d'Olaf, Magne Olavsson, recolzat per alguns dels antics aliats de Thorir, va prendre el poder, Thorir es va convertir en una figura marginada.

## Llegat
Hi ha un monument a Thorir Hund, obra de l'artista noruec Svein Haavardsholm, erigit el 1980 al costat de la carretera de l'església en Bjarkøy, honorant la figura del cabdill viking i els Bjarkøyætta, els qui tenien el seu centre polític a Bjarkøy.
Thorir Hund és un personatge a la sèrie de televisió noruega Beforeigners.